# Тайлова графіка

Приклад тайлової графіки в програмі RPG Maker. Ліворуч розміщений набір тайлів, праворуч — викладена з них карта.

Тайл або тайлова графіка (від англ. tile, дос. «плитка, кахля») — у комп'ютерній графіці —  метод створення великих зображень, що складаються з невеликих фрагментів однакових габаритів, розташованих у сітці. Такі фрагменти зазвичай мають квадратну форму, але можуть бути прямокутні, паралелограмні, три- п'яти- шести- або восьмигранні. Цей тип графіки використовується, як правило, у двовимірних відеоіграх з виглядом зверху вниз, сайд-скролерах та псевдо-3D. 
Тайлова графіка складається з набору тайлів (тайлсету) та матриці клітинок, що визначає який тайл яку клітинку займатиме. 

## Поняття
- Набір тайлів або тайлсет (англ. tileset) — це набір, що включає усі окремі фрагменти, використовувані в грі. Кожнен тайл в наборі представляє певний графічний елемент, наприклад ділянку місцевості, об’єкт або персонажа. Більш якісні набори часто розробляють з перехідними тайлами, що допомагають безшовно приєднувати один тайл до одного, створюючи різноманітне та візуально об'єднане ігрове середовище. Наприклад, між тайлами різних ландшафтів поміщається той, де один ландшафт плавно переходить в інший. Кожен тайл може мати як фіксовану орієнтацію в просторі, так і обертатися на певний кут (якщо це квадратний тайл, то зазвичай на 90°). Завдяки цьому з невеликого набору тайлів створюються різноманітні зображення[1][2]. Тайлсети бувають записані в один файл, або розділені на декілька[3].
- Карта тайлів (англ. tilemap) — це схема, що визначає розташування тайлів, формує дизайн і візуальний вигляд ігрового світу. Розміщуючи тайли з набору на сітку, можна створювати складні ландшафти, лабіринти або будь-який інший тип ігрового середовища. Деякі редактори дозволяють накладати карти тайлів у декілька шарів, що допомагає утворювати складні та унікальні зображення[1][4].